# Linde-Stadion
Das Linde-Stadion war eine Eissporthalle in der mittelfränkischen Stadt Nürnberg, Bayern, welche anlässlich der Olympischen Spiele 1936 in Garmisch-Partenkirchen erbaut wurde.

## Geschichte
Bereits 1896 wurde anlässlich der Bayerischen Landesgewerbe Industrie- und Kunstausstellung die überhaupt erst zweite Eisfläche Deutschlands an der Bayreuther Straße von der Linde AG errichtet. Diese trug bereits damals den Namen Lindestadion und verfügte über eine Nutzfläche von 612 Quadratmetern. Zum Eislaufen wurde die Fläche jedoch nur bis 1905 genutzt, da die Nürnberger Bevölkerung in den Wintermonaten eher den Dutzendteich bevorzugte. Bis 1910 diente sie im Anschluss noch als Stangeneislager.
Das neue Linde-Stadion, mit einer Eisfläche von 2.100 Quadratmetern (60 × 35 Meter) und 2.000 Tribünensitzplätzen, wurde am Dreikönigstag 1936 mit einer großen Eisrevue und einem Spiel der Eishockeymannschaft der HG Nürnberg eröffnet, nachdem es mit einem Kostenaufwand von einer halben Million Reichsmark von der Firma Linde erbaut worden war. Anschließend wurden zur Eröffnung noch die Deutsche Eishockeymeisterschaften ausgetragen. Bereits 1935 wurde zusätzlich zum Neubau auf dem rund 19.000 Quadratmeter großen Grundstück auch ein Schwimmbad in die Anlage integriert.
Nach dem Ende des Zweiten Weltkriegs war die Stadionnutzung erst nur den stationierten Streitkräften der US-Armee, den sogenannten Nuremberg Tigers vorbehalten, bis erstmals Mitte Januar 1950 wieder zeitweise die Nutzung durch Schüler und ab 1951 auch durch die Vereine erlaubt wurde.
1974 erhielt das Stadion ein Dach und konnte damit vom Wetter unabhängig genutzt werden. Nach größeren Umbaumaßnahmen Ende der 1980er Jahre, stieg das Fassungsvermögen auf 4200 Plätze. Das Stadion, welches beidseitig offen war, hatte nur 800 Sitzplätze, die sich in der Mitte der Haupt- und Gegentribüne befanden. Die Gegentribüne war eine provisorische Stahlrohrtribüne. Unmittelbar neben dem Eisstadion befand sich das Lindebad, ein Freibad dessen Gelände später teilweise in das direkt angrenzende Nordostbad einbezogen wurde.
Am 2. Februar 2001 bestritten die Nürnberg Ice Tigers gegen die Moskitos Essen (6:4) ihr letztes Spiel im Linde-Stadion und zogen in die Arena Nürnberger Versicherung um. Das Stadion wurde noch im gleichen Jahr abgerissen. Heute befindet sich auf dem ehemaligen Stadiongelände in der Äußeren Bayreuther Straße das Einkaufszentrum Mercado Nürnberg.
Die Zustände für die Gäste-Teams im Linde-Stadion waren unzureichend. Sie mussten sich beispielsweise in zwei getrennten Kleinkabinen umziehen. Um von einer Kabine in die andere zu gelangen, musste man einen Durchgang überqueren.